# Statue de Taras Chevtchenko
La statue de Taras Chevtchenko, ou monument à Taras Chevtchenko, est un monument à la mémoire de l'écrivain et poète ukrainien Taras Chevtchenko, situé au centre du parc Chevtchenko, face à l'université Taras-Chevtchenko, dans la ville de Kiev, la capitale de l'Ukraine. Œuvre du sculpteur russe Matvey Manizer, elle a été érigée en 1939, à l'occasion du 125e anniversaire de la naissance du poète.

## Sources
- (uk) Cet article est partiellement ou en totalité issu de l’article de Wikipédia en ukrainien intitulé « Пам'ятник Тарасові Шевченку (Київ) » (voir la liste des auteurs).